# Septembre 1939 (guerre mondiale)
Chronologie de la Seconde Guerre mondiale
Août 1939 - Septembre 1939 - Octobre 1939 - Novembre 1939
Cet article traite des événements militaires de la Seconde Guerre mondiale. Les autres événements du mois de septembre 1939 sont traités dans l'article Septembre 1939.

## Pologne
Le traité de Versailles avait coupé l'accès à la Prusse-Orientale par les Allemands à la suite de la création du corridor de Dantzig et aux concessions territoriales en faveur des Polonais.
Adolf Hitler mit la reconquête de ces territoires en tête de liste de ses ambitions territoriales.
Pour cette offensive, l'Allemagne dispose de 5 armées (la 8e armée (Blaskowitz), la 10e armée (Reichenau), la 14e armée (List) composant le groupe d'armées Sud de Rundstedt, la 3e armée (Kuechler) et la 4e armée (Kluge) composant le groupe d'armées Nord de Bock), soit 1 500 000 hommes.
La Pologne en a mobilisé 1 000 000 depuis le mois de juillet.
Sous prétexte d'incidents de frontières, l'Allemagne attaque au début du matin du 1er septembre avec quelque 2 000 blindés modernes (dont le XIXe corps blindé de Guderian). Les Polonais ne disposant pas de blindés en nombre suffisant, ne peuvent résister.
La Pologne réussit quand même à abattre près de 500 avions allemands.
Les forces polonaises concentrées aux frontières occidentales afin de préserver la région industrielle qui s'y trouve, sont enfoncées et encerclées par les forces allemandes. Le plan de défense polonaise Plan Zachód (en), était orienté vers la protection de la frontière occidentale à la suite des promesses des Français et des Britanniques dont les armées devaient venir à l'aide aux Polonais. Ce plan a contribué à une défaite rapide, les forces étaient dispersées.
- 1er septembre :

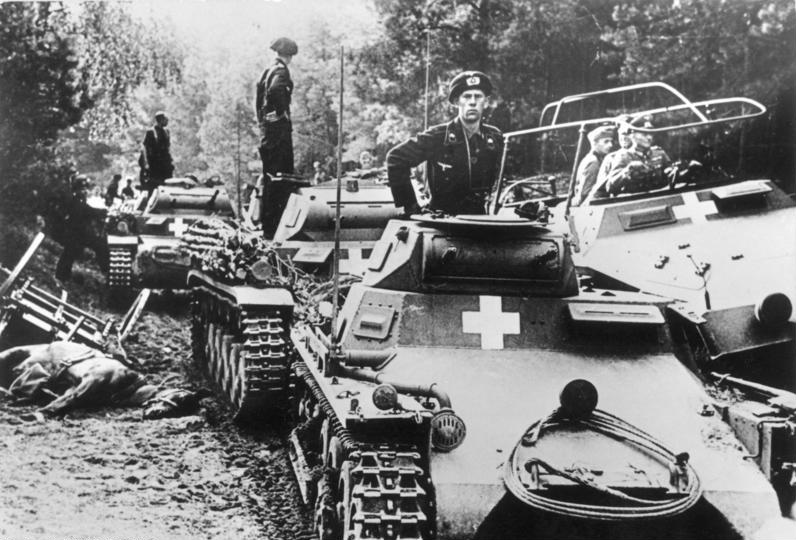
Cette photo connue de la campagne de Pologne de septembre 1939 reflète la composition des blindés de la Wehrmacht à ce moment : une colonne de panzers I et II, dépassée par un transport SdKfz 251 employé comme véhicule de reconnaissance.

  - Au cours de la bataille de Westerplatte, la première garnison côtière polonaise, attaquée par les Allemands résiste pendant sept jours de bombardements de la mer et de l’air avant de capituler le 7 septembre.
- 5 septembre :
  - Les frontières polonaises sont entièrement franchies du côté allemand.
  - Les troupes françaises commencent une offensive de faible ampleur en direction de Sarrebruck pour tenter de soulager la Pologne par une diversion à l’ouest.
- 6 septembre : chute de Cracovie.
- 7 septembre :
  - La 10e armée allemande est à 60 km au sud de Varsovie, la 8e et la 14e s’emparent de la Silésie industrielle, la 4e et la 3e progressent rapidement depuis le nord, cette dernière n’est plus qu’à 40 km de Varsovie. Les Polonais sont pris en tenaille et sont regroupés dans deux poches de résistance autour de Varsovie et de Kutno.
  - Du 7 au 10 septembre, une garnison de 720 soldats polonais défend héroïquement une ligne fortifiée contre plus de 40 000 Allemands à la Bataille de Wizna.
- 9 septembre : l’armée polonaise tente une contre-attaque sur la rivière Bzura. L’attaque prend les Allemands par surprise, mais d’importantes renforts convergent vers le fleuve. La plus grande mobilité des troupes allemandes (18 divisions, y compris Panzer) et le manque de ravitaillement font que les Polonais ne peuvent pas profiter de la contre-attaque et doivent se replier. Le 20 septembre, 170 000 soldats polonais sont faits prisonniers.
- 10 septembre : Wilhelm Fritz von Roettig est le premier général allemand à être tué au combat pendant la Seconde Guerre mondiale : voyageant en avion, il est abattu dans la zone d’Opoczno, pendant l’invasion de la Pologne.
- 16 septembre : raid aérien de terreur mené par la Luftwaffe sur Varsovie[1]. La « tête de pont roumaine » en Pocoutie accueille le gouvernement polonais et l’or de la banque nationale de Pologne.
- 17 septembre :
  - Transfert du gouvernement polonais et de l’or polonais de la « tête de pont roumaine » au port roumain de Constanța.
  - Environ 500 000 soldats de l’Armée rouge, les armées de Biélorussie et d’Ukraine, selon les clauses secrètes du pacte germano-soviétique, attaquent la Pologne. Ils ne rencontrent pas de grande résistance de l’armée polonaise déjà détruite par la Wehrmacht. Dès le soir, les frontières polonaises sont entièrement franchies du côté soviétique. L'Armée rouge, comme la Wehrmacht, s’arrêtera sur la ligne de démarcation germano-soviétique (qui, quoi qu’en disent les propagandes de l’époque, ne correspond que partiellement à la ligne Curzon).
- 18 septembre : :
  - Les cryptologues polonais quittent Varsovie pour la France. Ils ont mené des recherches avancées sur les codes allemands et le déchiffrage d’Enigma ; près de 150 avions polonais parviennent à déjouer la Luftwaffe et l’aviation soviétique pour rejoindre la Grande-Bretagne qu'ils contribueront à défendre pendant la bataille d'Angleterre[1].
  - Le gouvernement et l’or polonais sont convoyés par le navire britannique HMS Eocene de Constanța à Alexandrie, en Égypte, d’où ils rallieront Londres.
  - Le quotidien soviétique Izvestia publie les accords secrets du pacte Molotov-Ribbentrop relatifs au partage de la Pologne.
- 19 septembre :
  - Entrée triomphale d’Hitler dans Dantzig.
  - Des soldats de la Wehrmacht tuent une centaine de Juifs à Lukow, un village à l’est de Varsovie.
  - Le sous-marin polonais Orzel parvient à quitter Tallinn et se réfugier en Grande-Bretagne. L’URSS considère cette fuite d’un vaisseau ennemi comme un casus belli de la part de l’Estonie et exige de celle-ci qu’elle lui cède des bases militaires[1].
- 22 septembre : Le général Werner von Fritsch est tué devant Varsovie. Chef de la Wehrmacht de 1935 à 1938, il servait alors comme colonel honoraire d’un régiment d'artillerie.

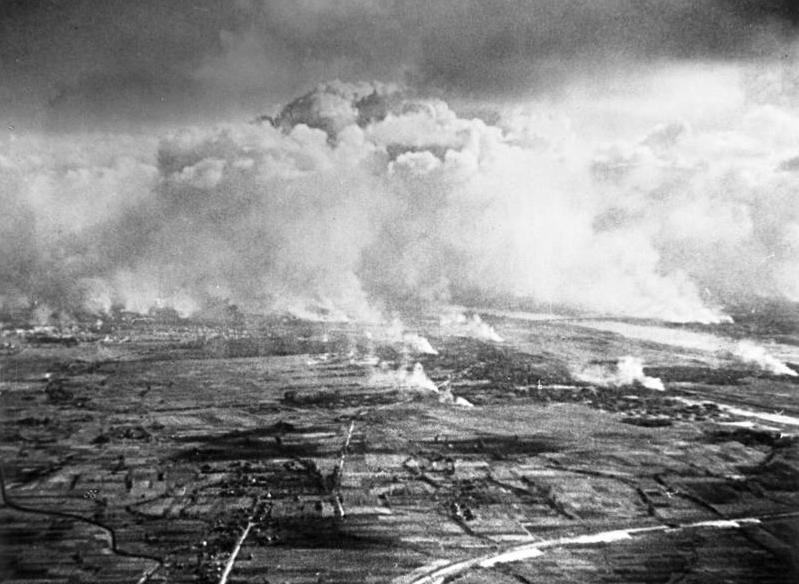
Varsovie bombardée.

- 23 septembre grande parade militaire commune germano-soviétique à Brest-Litovsk.
- 24 septembre : Nouveau raid de la Luftwaffe sur Varsovie[1].
- 27 septembre : Varsovie encerclée capitule.
- 28 septembre :
  - Reddition des troupes polonaises encerclées à Modlin[1].
  - Signature à Moscou d'un traité germano-soviétique de « délimitation et d’amitié » entre Ribbentrop et Molotov, les ministres des Affaires étrangères allemand et soviétique[1].
- 29 septembre : la Pologne est partagée entre les Allemands et les Soviétiques selon la ligne de démarcation convenue à l’avance. À cette date, seuls résistent encore la région fortifiée de Hel côté allemand, et le groupe opérationnel indépendant de Polésie du général polonais Kleeberg côté soviétique.
- 133 000 soldats polonais sont tués et 70 000 blessés ; 911 000 sont captifs dont 694 000 des Allemands et 217 000 des Soviétiques ; environ 100 000 autres réussissent à s’enfuir : le Service maritime roumain les convoie de Constanța à Alexandrie. Les Allemands comptent 13 000 tués et 30 000 blessés. L’Armée rouge n’a pas fourni ses chiffres.
- La campagne polonaise est le premier exemple de Blitzkrieg mené par l’armée allemande.

## La guerre en Sarre
Le 6 septembre, attaque tactique des Français en Sarre, au sud de Pirmasens pour s’assurer une bonne position face à la Ligne Siegfried. Cette attaque se solde par un succès le 13 septembre, la résistance allemande fut quasi-inexistante.
Le 17 octobre, cette opération cesse et l'armée française revient sur ses positions défensives d'origine ; ceci marque le début de ce que l'on appelle la drôle de guerre.

## Guerre navale
- 3 septembre
  - le navire de transport de passagers SS Athenia effectuant la traversée de Glasgow à Montréal est coulé par le sous-marin U-30.
- 14 septembre :
  - Au large de l'Irlande, le sous-marin allemand U-39 est coulé par des escorteurs en attaquant le porte-avions HMS Ark Royal. 43 marins sont capturés.
- 19 septembre
  - Le porte-avions britannique HMS Courageous est coulé par un U-Boot allemand au large de l'Irlande, premier porte-avions coulé du conflit[2].
- 30 septembre
  - Le croiseur allemand Admiral Graf Spee coule son premier navire, un bateau de commerce britannique après avoir fait évacuer son équipage[1].

## Autres événements militaires
- 4 septembre, la Royal Air Force attaque la flotte allemande à Wilhelmshaven et bombarde le canal de Kiel.
- 19 septembre, débarquement en France du 1er Corps d'armée du Corps expéditionnaire britannique[1].